# Chopper Attack
Chopper Attack é um jogo de batalha produzido para o Nintendo 64, onde o jogador controla um helicóptero e tem como objetivo destruir seus inimigos. O jogo foi produzido em 1997 no Japão, onde é chamado de Wild Choppers.
No jogo, vários pilotos de todo o mundo se unem em diversas missões, que incluem bombardear bases inimigas, escoltar o Air Force One e resgatar prisioneiros de guerra.
Pontos obtidos em cada fase podem variar conforme o número de tiros que o jogador dá ou leva, conforme os companheiros sobrevivem e etc.

## Jogabilidade
Os helicópteros podem carregar vários tipos de mísseis diferentes, conforme o dinheiro que o jogador possui. Também possuem metralha doiras de munição ilimitada. Casas e outras construções podem ser destruídas, e delas saem caixas que podem conter combustível, energia, duplicação de tiros ou mais dinheiro.